# Aname villosa
Aname villosa är en spindelart som först beskrevs av William Joseph Rainbow och Robert Henry Pulleine 1918.  Aname villosa ingår i släktet Aname och familjen Nemesiidae.
Artens utbredningsområde är Western Australia. Inga underarter finns listade i Catalogue of Life.